# Zaschka Muskelkraft-Flugzeug

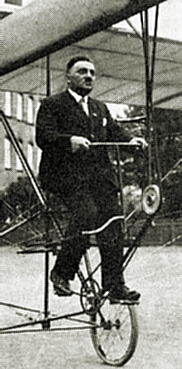
Engelbert Zaschka ve svém letounu

Zaschka Muskelkraft-Flugzeug z roku 1934 byl jedním z pokusů o konstrukci letadla poháněného pouze lidskou silou.

## Historie
V roce 1933 vypsala německá Frankfurter Polytechnische Gesellschaft (Polytechnická společnost ve Frankfurtu) cenu na podporu vývoje letadla schopného přímého letu na vzdálenost 1 km pouze pomocí pohonu lidskou silou (podobná cena byla ovšem vypsána již před 1. světovou válkou Robertem Peugeotem ve Francii – viz Poulain-Farman, v roce 1936 ji pak vypsala pro italské občany také italská vláda – viz Pedaliante).
Z marných pokusů o získání této ceny byl do roku 1935 nejlepší německý HV-1 Mufli inženýrů Hasslera a Villingera, již o rok dříve vznikl letoun konstruktéra Zaschky.

## Stavba letadla
Engelbert Zaschka (1895–1955) byl německý inženýr a vynálezce v letectví a automobilismu. Mezi jiným byl i jedním z prvních průkopníků konstrukce letadel s rotujícím křídlem - vrtulníku. V roce 1934 postavil pro výše uvedenou soutěž letoun poháněný pouze silou svalů pilota. Jednalo se o hornoplošník klasické konstrukce, tedy s tažnou vrtulí vpředu, řiditelnými ocasními plochami vzadu a křídlem o rozpětí cca 20 metrů. Konstrukce letadla sestávala z ocelových trubek a látkou potažených křídel zpevněných dráty. Výsledná hmotnost tak byla příliš velká, než aby letoun byl schopen vzlétnout při omezeném výkonu, daného silou jediného člověka.